# Hotel Rival
Hotel Rival, före detta Hotel Aston, är ett hotell som öppnades 2003 vid Mariatorget i Stockholm. Hotellet och fastigheten ägs av kompositören Benny Andersson och hans bolag Benny Andersson Produktion AB och är uppkallat efter biografen Rival, som tillhör företaget.

## Historik
Det tidigare Hotel Aston och biografen Rival förvärvades 2002 av Benny Andersson, som lät bygga om och till anläggningen åren 2002-03. Bland annat inreddes vinden som gav plats för Hotel Rivals sviter, och en tillbyggnad mot innergården gav 15 nya hotellrum. Det största ingreppet i byggnaden blev några glasade hissar. Inredningsarkitekt Karin Ahlgren och arkitekt Anders Bergkrantz var huvudansvariga för inredning samt om- och tillbyggnaden.
Hotel Rival har 99 hotellrum med 194 bäddar, café, Watson´s Bar, cocktailbar, bistrobar, bistro och fem konferenslokaler. Biografen Rival har renoverats och har efter ombyggnaden 735 platser. Den 1 september 2003 invigdes Hotel Rival som Sveriges första livsstilshotell.

## Biografen
Fastighetens biografsalong invigdes 1937 som Ri-Teatrarnas elfte biograf. Vid invigningen var det deras största filmpalats med 1218 sittplatser. Den 4 juli 2008 premiärvisades här filmen Mamma Mia!.

## Operation Stella Polaris
Från oktober 1944 användes baren i källaren på Hotel Aston som arbetslokal för Operation Stella Polaris. Personal från den finländska signalspaningsorganisationen sorterade och mikrofilmade underrättelsematerial som förts ut från Närpes till Sverige i Fortsättningskrigets slutskede. Materialet sändes därefter till Försvarets radioanstalt, Hörningsholms slott och Rottneros. Det brändes 1960.